# Ostatnia kołysanka
Ostatnia kołysanka – siedemnasty album polskiego street punkowego zespołu The Analogs. Został wydany w grudniu 2015 roku przez wydawnictwo Lou&Rocked Boys.
Album został wydany w trzech wersjach, które różnią się kolorem (czerwona, zielona, niebieska). Każda płyta posiada również numer z tyłu, gdyż jest to edycja limitowana.

## Lista utworów
1. Bezimienna armia
2. Zbyt wiele razy
3. Nie chcę twojej opieki
4. Rozpacz
5. Moje miasto
6. Ostatnia kołysanka
7. Słońce zachodzi
8. Pęknięte serce
9. Tulę się do butelki
10. Bezpieczny port (street version)
11. Tego się nie wyprę

## Bonusowe utwory
Czerwony album:
- Historia (vinyl version)
- Idole
- Idą Chłopcy

Zielony album:
- Czarna Orkiestra
- Zły Przekaz
- Zawiśniesz Johnny
- Mam stówę w kieszeni
- Minął już nasz czas
- S.O.S.
- Muzyka może być bronią

Niebieski album:
- Sprzedana
- Pieśń aniołów
- Co warte jest życie
- Gdzie oni są?
- Poza prawem
- Wszystko to co mamy
- Dzieciaki atakujące policję